# Fabio Cudicini
Fabio Cudicini (Trieszt, 1935. október 20. – 2025. január 8.) olasz labdarúgó, kapus. Egyike azon kevés labdarúgóknak, akik mind a három jelentős európai kupát elnyerték (BEK, KEK, VVK).

## Pályafutása
1953 és 1955 között a Ponziana, 1955 és 1958 között az Udinese, 1958 és 1966 között az AS Roma, 1966–67-ben a Brescia, 1967 és 1972 között az AC Milan labdarúgója volt. Az AS Roma csapatával az 1960–61-es idényben VVK-győztes volt. Tagja volt az AC Milan KEK- (1967–68) és BEK-győztes (1968–69) együttesének.

## Családja
Apja Guglielmo Cudicini (1903–2007) labdarúgóhátvéd, fia Carlo Cudicini (1973–) labdarúgókapus.

## Sikerei, díjai
AS Roma
- Olasz kupa (Coppa Italia)
  - győztes: 1964
- Vásárvárosok kupája (VVK)
  - győztes: 1960–61

 AC Milan
- Olasz bajnokság (Serie A)
  - bajnok: 1967–68
- Olasz kupa (Coppa Italia)
  - győztes: 1972
- Bajnokcsapatok Európa-kupája (BEK)
  - győztes: 1968–69
- Kupagyőztesek Európa-kupája (KEK)
  - győztes: 1967–68
- Interkontinentális kupa
  - győztes: 1969